# Руде, Себастьян
Себастьян Руде (фр. Sébastien Roudet; родился 16 июня 1981 года в Монлюсон, Франция) — французский футболист, полузащитник клуба «Валансьен», капитан команды.

## Карьера
Профессиональную карьеру начал в «Шатору» в 1998 году. Выступал за клуб до 2004 года. Высшим достижением в составе команды стал для него финал Кубка Франции 2003/04.
Летом 2004 года подписал трёхлетний контракт с «Ниццей», в составе которой дебютировал в Лиге 1. Первый гол в высшем дивизионе забил в ворота «Бастии». Постепенно потерял место в составе и, после того, как в сезоне 2005/06 всего 12 раз вышел в стартовом составе, попросил отпустить его из команды.
2 июня 2006 года подписал контракт с «Валансьеном». В сезоне 2006/07 провёл за клуб 30 матчей, забив 5 мячей. В сезоне 2007/08 также сыграл в 30-ти играх, но постепенно был вытеснен из состава Гаэлем Даником и покинул клуб.
3 июля 2008 года подписал контракт с «Лансом», вылетевшим в Лигу 2. В новый клуб он перешёл вместе с партнёром по «Валансьену» — Жоффреем Думеном. Вместе с командой по окончании сезона 2008/09 вернулся в высший дивизион чемпионата Франции.
В 2011 году, после вылета «Ланса» во второй дивизион, подписал трёхлетний контракт с «Сошо». В сезоне 2011/12 «Сошо» лишь в последнем туре сохранил место в Лиге 1, а Руде избежал второго вылета подряд. В том же сезоне провёл два матча за клуб в Лиге Европы.
В июле 2014 вернулся в «Шатору». В сезоне 2014/15 провёл за команду 25 матчей. По итогам чемпионата команда выбыла в третий дивизион и Руде покинул клуб.
Подписав новый контракт с «Валансьеном», на старте сезона 2015/16 получил травму и выбыл из строя на семь месяцев.
4 августа 2017 года сыграл свой 500-й матч в чемпионате Франции.

## Достижения
Франция (до 18)
- Чемпион Европы среди юношей до 18 лет: 2000